# Microasteropteron bacescui
Microasteropteron bacescui is een mosselkreeftjessoort uit de familie van de Cylindroleberididae. De wetenschappelijke naam van de soort is voor het eerst geldig gepubliceerd in 1981 door Kornicker.